# Heterolinyphia tarakotensis
Heterolinyphia tarakotensis là một loài nhện trong họ Linyphiidae.
Loài này thuộc chi Heterolinyphia. Heterolinyphia tarakotensis được Jörg Wunderlich miêu tả năm 1973.